# Erazm Wolański
Erazm Wolański (ur. 31 maja 1825 w Pauszówce, zm. 14 maja 1886 w Czarnokońcach Wielkich) – ziemianin, poseł do Sejmu Krajowego Galicji III, IV i V kadencji (1870-1886), właściciel fabryki w Czarnokońcach Wielkich.
Wybrany w I kurii obwodu Czortków, z okręgu wyborczego Czortków (wraz z Walerianem Podlewskim i Agenorem Gołuchowskim).
Został wybrany do austriackiej Rady Państwa VI kadencji (1879–1885) z kurii IV – gmin wiejskich z okręgu 26 (Trembowla–Husiatyń).
Został członkiem pierwszej rady nadzorczej Towarzystwa Wzajemnych Ubezpieczeń w Krakowie od 1860 do 1864. Prezes Rady Powiatowej w Husiatynie
W latach m.in. 1871, 1872 był członkiem czynnym oraz przewodniczącym oddziału buczacko-czortkowsko-zaleszczyckiego c. k. Galicyjskiego Towarzystwa Gospodarskiego.
Był znanym hodowcą koni.
Jego młodszym bratem był Mikołaj Wolański. Erazm Wolański miał córkę Marię(ur. 26 maja 1854 w Czarnokońcach Wielkich), właścicielkę dóbr, żonę Władysława Boguckiego h. Ślepowron, właściciela dóbr Kluwińce, wiceprezesa Rady powiatowej w Husiatunie i inną córkę, która zmarła w 1872 r.. 